# Dorota Rabczewska
Pour les articles homonymes, voir Doda.
Dorota Aqualiteja Rabczewska alias Doda est une chanteuse polonaise de pop et de rock née à Ciechanów (Pologne) le 15 février 1984. Elle était fiancée à Adam Darski, leader du groupe Behemoth. Ils se séparent peu de temps après la guérison de la leucémie d'Adam en janvier 2011.
En 2007, elle fait son premier album solo, Diamond Bitch qui est devenu disque de diamant. En 2011, Le magazine Polonais Viva! la place parmi les dix femmes les plus influentes en Pologne.
Le 14 avril 2018, elle épouse le réalisateur Emil Stępień en Espagne.

## Albums
- 2002 : Virgin
- 2004 : Bimbo
- 2005 : Ficca
- 2007 : Diamond Bitch
- 2011 : The Seven Temptations
- 2013 : Fly High Tour – Doda Live
- 2019: Dorota
- 2022: Aquaria

## Singles
- 2002 : To Ty
- 2002 : Mam Tylko Ciebie
- 2002 : Nie Złość Dody
- 2004 : Dżaga
- 2004 : Kolejny Raz
- 2005 : Nie Zawiedź Mnie
- 2005 : Piekarnia
- 2005 : Znak Pokoju
- 2005 : 2 Bajki
- 2006 : Szansa
- 2006 : Dezyda
- 2006 : Opowiem Ci
- 2006 : Dla R. (Nieważne dziś jest)
- 2006 : Inni Przyjaciele
- 2007 : Katharsis
- 2007 : To Jest To
- 2008 : Nie Daj Się
- 2009 : Rany
- 2009 : Dziękuje
- 2011 : Bad Girls
- 2011 : XXX
- 2011 : Kac Wawa
- 2012 : Twa energia
- 2012 : Fuck It
- 2012 : Titanium
- 2013 : Electrode
- 2014 : High Life
- 2014 : Riotka

## Victoires et nominations
Victoires
- 2007 : MTV Europe Music Awards - Best Polish Act
- 2009 : MTV Europe Music Awards - Best Polish Act

Disque d'or
- Disque de platine : 2
- Disque d'or : 3

## Filmographie
- 2007 : Serce Na Dłoni
- 2018 : Pitbull. Ostatni pies